# منتخب تايبيه الصينية لهوكي الجليد للناشئين
منتخب تايبيه الصينية لهوكي الجليد للناشئين هو ممثل تايبيه الصينية الرسمي في المنافسات الدولية في هوكي الجليد للناشئين
.